# Roudham and Larling
Roudham and Larling – civil parish w Anglii, w hrabstwie Norfolk, w dystrykcie Breckland. Leży 33 km na południowy zachód od Norwich i 128 km na północny wschód od Londynu. Miejscowość liczy 278 mieszkańców.